# Festival zabavne glazbe Split 2017.
Festival zabavne glazbe Split 2017. održao se na ljeto 2017. godine.

## Nagrade
- 1. nagrada stručnog ocjenjivačkog suda: Mia Dimšić
- 2. nagrada stručnog ocjenjivačkog suda: Lovre Lučin
- 3. nagrada stručnog ocjenjivačkog suda: Tomislav Bralić i Klapa Intrade

- 1. nagrada publike: Marko Škugor
- 2. nagrada publike: Mjesni odbor
- 3. nagrada publike: Krešimir Barićević

- nagrada najboljem debitantu: Domenica Žuvela
- nagrada za najbolji tekst: Nikša Sviličić
- nagrada za najbolju interpretaciju: Kristina Boban

## Vanjske poveznice
- Službene stranice
- Goran Pelaić: Od POŠK-a do Prokurativa